# São Pedro do Suaçuí
São Pedro do Suaçuí é um município brasileiro do estado de Minas Gerais. Localiza-se no Vale do Rio Doce. Sua população em 2022 era de 5 103 habitantes. 
A principal fonte de renda do município é pecuária de leite. A fabricação de diversos tipos de queijos vem sendo a forma de beneficiamento e exportação de produtos lácteos.